# Chippenham (Cambridgeshire)
Chippenham – wieś w Anglii, w hrabstwie Cambridgeshire, w dystrykcie East Cambridgeshire. Leży 24 km na północny wschód od miasta Cambridge i 96 km na północny wschód od Londynu. W 2001 miejscowość liczyła 528 mieszkańców.